# Distrito de Quiruvilca
El distrito de Quiruvilca es uno de los ocho que conforman la provincia de Santiago de Chuco, ubicada en el departamento de La Libertad, bajo la administración del Gobierno regional de La Libertad, en el norte del Perú, tiene muchas leyendas que la hacen famosa .
Desde el punto de vista jerárquico de la Iglesia católica, forma parte de la Arquidiócesis de Trujillo.

## Historia
Políticamente el distrito fue creado mediante Ley N° 2338 del 13 de noviembre de 1916, en el gobierno del Presidente José Pardo y Barreda. Esta propuesta fue a petición del exdiputado suplente por la Provincia de Santiago de Chuco Dr. Aurelio Calderón Rubio.

## Territorio
Antes de la creación de provincia de Julcán, el distrito de Quiruvilca tenía más de 50 caseríos de los cuales algunos pasaron a pertenecer dicha provincia después de su creación. Actualmente esto son los caseríos que posee:
| Caserios | Anexos |
| --- | --- |
| - Shorey Grande - Shorey Chico - San Jose de Porcon - Chacomas - Cachulla Alta - Cachulla Baja - Llaray - EL Hospital. - La Victoria. - San Pedro. - Yanivilca. - El Sauco - Coñachugo. - Jaulabamba. - Jose Carlos Mariategui. - Retambo - Las Pajillas. - Bandurria. - Ecchal. - El Bado. - Palco. - Tupac Amaru. - Kaunape. - Cuajinda - La Soledad. - Chaguin. - Pasambara. | - Callacuyan. - El Papelillo. - Guaycorral. - Huancamarcanga. - Hueco Grande. - La Banda. - La Constancia. - Laguna del Toro. - Pampa Blanca. - Pampa de la jaula. - Quillapampa. - San felipe. - Quesquenda. - Tres Cruces. - Inchaca. - Huamanchal. - Chachamudal. - Tayabal. - Huacamarcanga. - El Tambo. |

## Geografía
Abarca una superficie de 549,14 km² (kilómetros cuadrados), y tiene una población estimada mayor a 13 000 habitantes. Se encuentra a una altitud de aproximadamente 4000 m s. n. m. (metros sobre el nivel del mar).
Las temperaturas oscilan entre -3 y 14 °C (grados Celsius).

## Autoridades

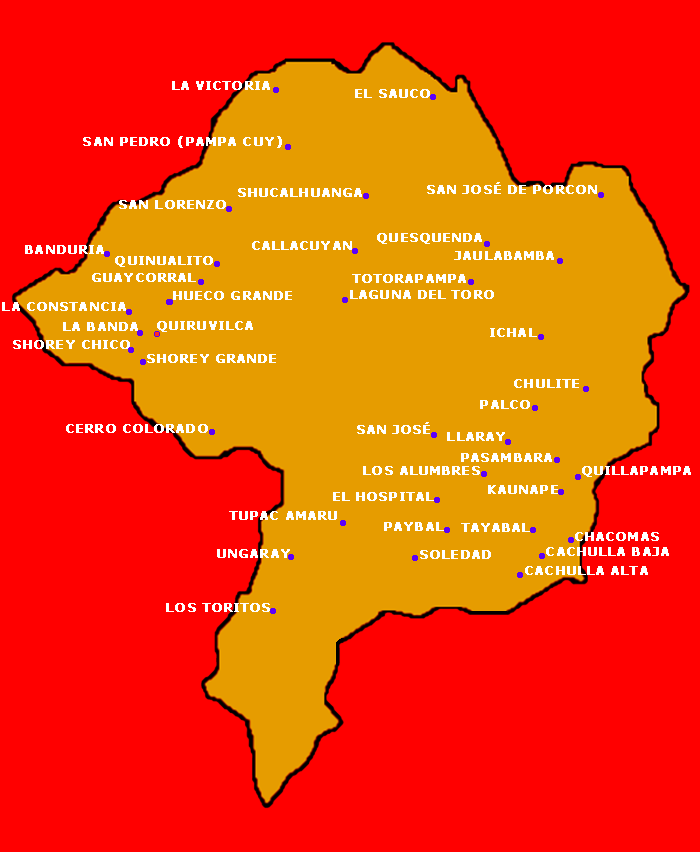
Mapa referencial con algunos caseríos y anexos

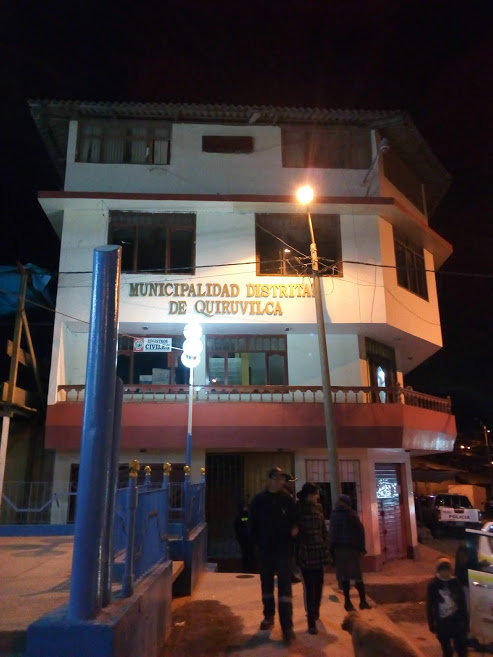
La Municipalidad Distrital de Quiruvilca

### Municipales
- 2023-2026
  - Alcalde: Walter Josué Diaz Ramos, de Movimiento Regional Trabajo Más Trabajo.
  - Regidores: (falta info)

- 2019-2022[4]
  - Alcalde: Oscar Luis Diestra Zapata, de Alianza para el Progreso (Perú).
  - Regidores: Jorge T. Vare Vargas, Santos S. Reyes Lavado, Gleny Muñoz Espinola, Galo A. Marquina Valles, Gladis Cueva Arqueros.

- 2013-2014[5]
  - Alcalde: Walter Josué Díaz Ramos, del Partido Aprista Peruano (PAP).
  - Regidores: Raúl Antonio Méndez Fernández (PAP), Enrique Walter López Miñano (PAP), Magda Regina Pérez Alvarado de Alfaro (PAP), Roger Luis Taboada Castillo (PAP), Sergio Luis Mejía Mejía (Alianza para el Progreso).[6]
- 2007-2010
  - Alcalde: Walter Josué Díaz Ramos, del Partido Aprista Peruano (PAP).

### Policiales
- Comisario: PNP.

### Religiosas
- Arquidiócesis de Trujillo[7]
  - Arzobispo de Trujillo: Monseñor Héctor Miguel Cabrejos Vidarte, OFM.[8]
- Parroquia
  - Párroco: Pbro.

## Festividades
- Julio 29: Virgen de la Puerta
- Noviembre 13: Creación del Distrito de Quiruvilca

## Problemas alimentarios
Tuvo en el 2006 un 30% de desnutrición en menores.

## Crisis ambiental
Debido a la quiebra del Southern Peaks Mining L.P  el 17 de diciembre de 2017 y a la extrema dependencia de la minería en el pueblo, se embarcaron en la minería ilegal y aparecieron mafias dedicadas a este turbio negocio.